# Zou Yan
Zou Yan [ˈdzoʊ ˈjɑːn] (kineski 鄒衍/邹衍, Zōu Yǎn/Tsou Yen) (305. prije nove ere – 240. prije nove ere) bio je kineski filozof koji je živio u kineskoj državi Qi. Prema povjesničaru Josephu Needhamu, Zou je bio „stvarni osnivač kineske znanosti”. Zouovo učenje uključuje dvije drevne kineske teorije – teoriju jina i janga te teoriju pet elemenata (drvo, vatra, zemlja, metal i voda).
U Shijiju Sima Qiana, Zou je opisan kao filozof, povjesničar, političar, naturalist, geograf i astrolog. Zoua se često povezuje s taoizmom i počecima kineske alkemije. Knjiga Hana ga naziva fangshijem („alkemičar”, „čarobnjak”).